# 山保太郎
山保 太郎（やまほ たろう、1937年5月21日-  ）は、日本の経営者。三井鉱山社長を務めた。東京都出身。

## 来歴・人物
1960年に東京電機大学工学部を卒業。電源開発での勤務を経て、2004年3月に三井鉱山社長に就任。2007年4月に取締役相談役に就任。